# 劉金約
劉金約（1910年10月22日—2002年），台灣政治人物，曾任臺灣省臨時省議會第一、二屆議員，後代表中國國民黨在南投縣選區當選為第三屆台灣省議員，後又在台灣省第一選區（台中縣、南投縣以北及宜蘭縣）當選為第一屆增選立法委員。該次選舉所選出的立法委員，其職務、權利與1948年第一屆選舉所選出者完全相同，任期不斷延長至1991年退職為止。
其三子高鳴、四子劉林、曾孫女劉奕兒皆為演員。